# Limnoria
Genre
Le genre Limnoria (de Limnoreia, nom d’une des Néréides dans la mythologie grecque) rassemble de petits crustacés de l’ordre des isopodes dont au moins trois représentants se rencontrent dans les eaux européennes,.
Ce sont tous des animaux marins xylophages (mangeurs de bois), également dits « térébrants », très communs dans les objets en bois, que ceux-ci soient fixés, échoués dans la zone intertidale et les eaux plus profondes ou flottant sur l’eau. Ils ne semblent cependant avoir reçu  ni de nom normalisé ni de noms vernaculaires en français. Les britanniques les appellent « gribbles ».
La distinction des espèces ne peut se faire avec certitude sur le terrain et, du fait de la similitude de leurs habitats et de leurs biologies, elles ont souvent été confondues dans le passé. Les éléments ci-dessous concernent l’espèce Limnoria lignorum  (lignorum = du bois) censée être la plus commune

## Description
Le corps de couleur blanchâtre, translucide, est aplati dorso-ventralement et de forme très allongée, arrondie aux extrémités. Il mesure environ 3,5 mm de long et comporte trois parties : la tête, le thorax et l’abdomen.
La tête porte deux yeux composés, sessiles (insérés directement sur la tête) et, comme dans l’ensemble des crustacés, deux paires d’antennes, une paire de mandibules (asymétriques) et deux paires de maxilles (maxillules et maxilles). D’autre part, cas général chez les Isopodes, le premier segment thoracique est soudé à la tête primitive (céphalon), il porte une paire de pattes-mâchoires (= maxillipèdes).
Il subsiste 7 segments thoraciques libres, le premier très allongé, munis chacun d’une paire de pattes locomotrices, terminées par des griffes particulièrement développées chez les femelles.
L’abdomen comporte 6 segments, dont le dernier est soudé au telson, formant le pléotelson. Chez L. lignorum, le pléotelson possède une courte carène médio-dorsale, sans tubercules, qui se divise en deux (« V » renversé) vers l’arrière.
La respiration se fait par l’intermédiaire de branchies formées par les appendices abdominaux (= pléopodes) aplatis. Ces appendices provoquent aussi grâce à leurs battements, un vigoureux courant d’eau circulant vers l’arrière de l’animal sur sa face ventrale. La dernière paire de pléopodes (= uropodes), diffère nettement des précédentes, ce sont de courts bâtonnets biramés disposés parallèlement à la bordure externe du telson.
Le corps est hérissé  de nombreux poils surtout dans la sa moitié postérieure.

## Biologie
Limnoria  lignorum s’attaque à la plupart des bois immergés dans l’eau de mer : coque des bateaux, bouchots à moules, piquets de parcs à huîtres, constructions diverses. Il creuse une galerie cylindrique de 1 mm de diamètre environ, à faible profondeur, parallèlement à la surface du bois. Cette galerie atteint 25 mm de longueur environ, elle comporte une entrée et des  « puits » d’aération grâce auxquels l’eau destinée à satisfaire les besoins respiratoires de l’animal peut circuler facilement.
Habituellement on rencontre deux animaux, un mâle et une femelle, dans chaque galerie. La femelle en occupe l’extrémité aveugle : apparemment c’est elle qui creuse. Elle attaque le bois grâce à ses mandibules en s’agrippant fermement aux parois du tunnel   par l’intermédiaire des griffes des pattes thoraciques.
Le mâle se situe en arrière, il est plus mobile que la femelle et, apparemment, participe à l’aération (c'est-à-dire à la circulation de l’eau) de la galerie. Cette situation concerne probablement le couple uniquement lorsque la femelle es gravide. En effet, chez une espèce voisine (Limnoria tripunctata) c'est le mâle qui, au départ, creuse la première partie de la galerie.  Lorsqu'elle est suffisamment longue pour loger  deux animaux la femelle y pénètre. L'accouplement a alors lieu puis la femelle pond ses œufs, c'est alors qu'elle s'installe dans la partie la plus avancée de la galerie, où elle bénéficie avec ses œufs, de la situation la plus sure vis-à-vis des prédateurs, et le mâle près de l'entrée . 
Femelle, mâle et juvéniles sont capables de nager  avec vélocité en pleine eau.
La question de la nutrition ne semble pas encore résolue de manière satisfaisante. La femelle ingère les fragments de bois qu’elle arrache au support et que l’on retrouve dans son estomac et son intestin. Cependant elle ne semble pas sécréter l’enzyme (cellulase) qui lui permettrait de digérer  la cellulose. Cette opinion ne paraît plus valide (voir article gribble wiki) Par ailleurs le tube digestif n’héberge pas, contrairement à ce que l’on observe chez d’autres xylophages (termites par exemple) des bactéries ou des protozoaires susceptibles de transformer la cellulose en sucres assimilables.
La participation de bactéries et de champignons à la dégradation du bois avant son ingestion est cependant probable et ces organismes constitueraient par eux-mêmes une source de nourriture pour le Crustacé.
Les hydrates de carbone, stockés sous forme de glycogène, sont la principale, voire la seule source d’énergie pour Limnoria . La faiblesse des réserves en glycogène de l’animal expliquerait qu’il ne puisse s’enfoncer profondément dans le bois où il devrait adopter un métabolisme anaérobie.
Apparemment les sources alimentaires d’azote n’ont pas été clairement identifiées, ce pourrait être les hyphes des champignons divers dégradant le bois.
Limnoria lignorum se trouve généralement à la base des éléments implantés sur l’estran, où le bois demeure humide et frais ainsi que dans les structures immergées en permanence. Présent sur la côte est de l’Amérique du Nord, il se trouverait, en Europe, de la Norvège jusque légèrement au sud des Iles Britanniques.

## Reproduction
Comme d’habitude chez les isopodes, les femelles pondent  leurs œufs (20-30) dans une poche délimitée par la face ventrale du thorax et des lamelles insérées sur la base des pattes, les oostégites (oo = œuf, stégos = toit). On peut trouver des femelles incubantes toute l’année mais le pic de reproduction a lieu au printemps.  À la sortie de la poche incubatrice les jeunes sont pratiquement semblables aux adultes (développement direct) et ils commencent immédiatement à creuser leur propre tunnel à partir de celui des parents. Le même comportement est décrit chez Limnoria chilensis . Il en résulte que la région infestée prend rapidement une structure d’éponge extrêmement fragile.

## Importance écologique et économique
Limnoria lignorum joue un rôle très important dans l’élimination naturelle et le recyclage des bois divers apportés par les fleuves à la mer mais il est surtout connu pour les dégâts qu’il cause aux diverses structures en bois implantées par l’homme en milieu marin  pour l’aménagement des ports, le balisage, l’aquaculture notamment.  En ce qui concerne les pieux enfoncés dans le sédiment, l'attaque porte essentiellement sur leur base, dans les quelques décimètres au-dessus du sol, elle se traduit par une taille en "pointe de crayon" qui aboutit à leur rupture.
Certains bois exotiques (riches en silice) résistent à son action. Les autres essences peuvent être protégées soit par un enduit soit par une injection de coaltar (créosote), un gainage de ciment ou de métal etc. À défaut de protection (pour l’aquaculture) les éléments doivent être renouvelés fréquemment. Pour les navires en bois un séjour de quelques jours en eau douce permet d’éliminer le ravageur.

## Espèces voisines
- Limnoria quadripunctata (Menzies, 1957) possède  deux paires de tubercules sur le pléotelson. Cette espèce supporte mieux l’émersion que L. lignorum et occupe donc les parties plus hautes des structures attaquées. Elle a une large répartition mondiale mais les limites de sa distribution au sud des  Iles Britanniques demandent à être précisée.

- Limnoria tripunctata (Menzies, 1957). Pléotelson avec 3 tubercules  (1 antérieur et 2 postérieurs). C’est une espèce plus thermophile que les deux précédentes. Signalée au Royaume-Uni et en Méditerranée elle apparaît comme particulièrement redoutable dans les eaux  tropicales parce qu’elle s’attaque aux bois même traités au coaltar.

- Limnoria lignorum est souvent accompagné d’un autre petit crustacé de l’ordre des Amphipodes : Chelura terebrans  qui consomme aussi le bois mais son action est considérée comme négligeable par rapport à celle de Limnoria.

Enfin, les  Limnoria ne doivent  pas être confondus avec les tarets, des mollusques bivalves en forme de vers qui minent les couches plus profondes du bois. Cependant, ces deux  groupes d'animaux agissent fréquemment de manière conjointe et ils sont souvent désignés globalement sous le nom de "tarets" par les professionnels de la mer.

## Galerie

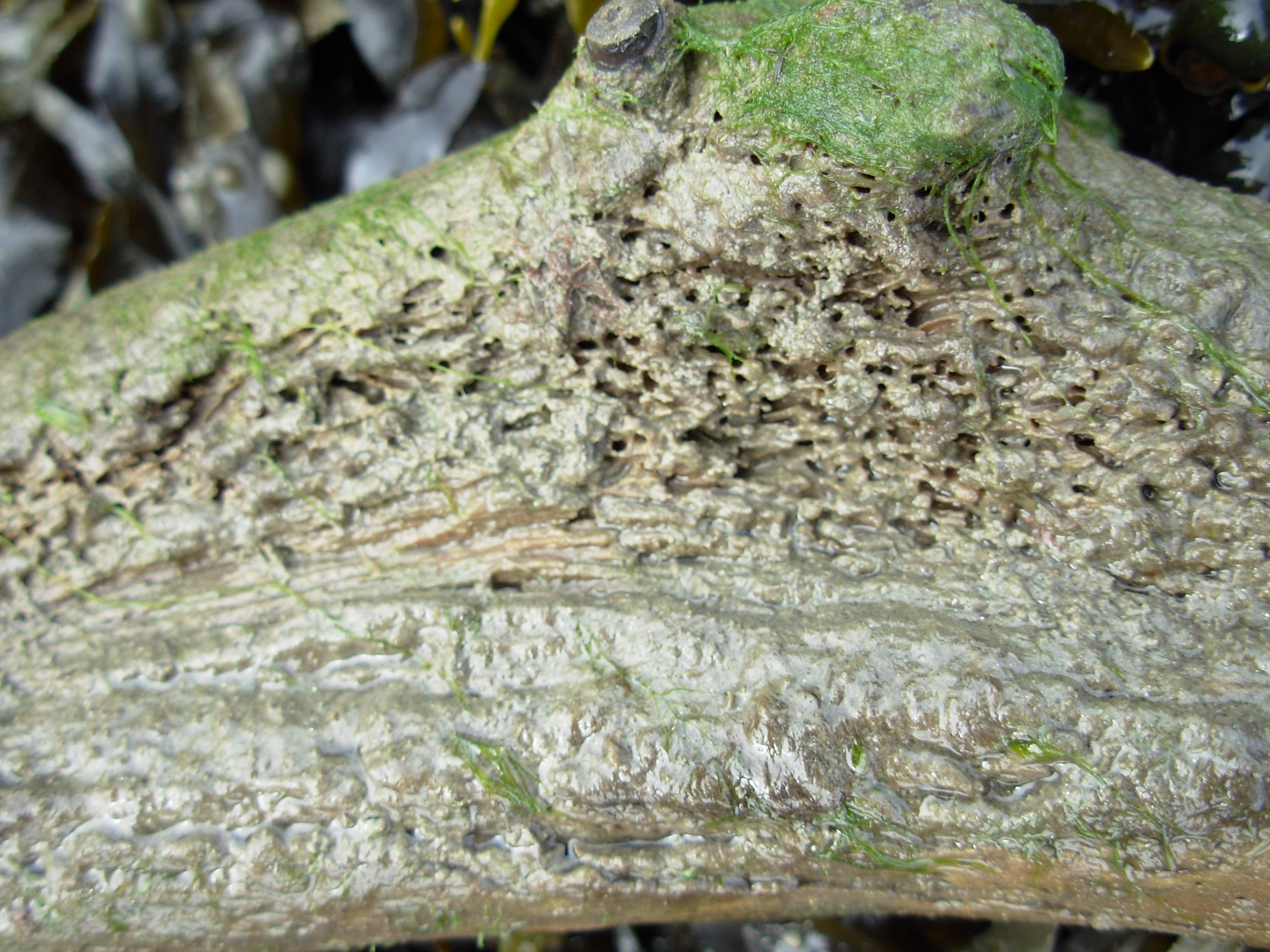
Morceau de bois attaqué par Limnoria sp.
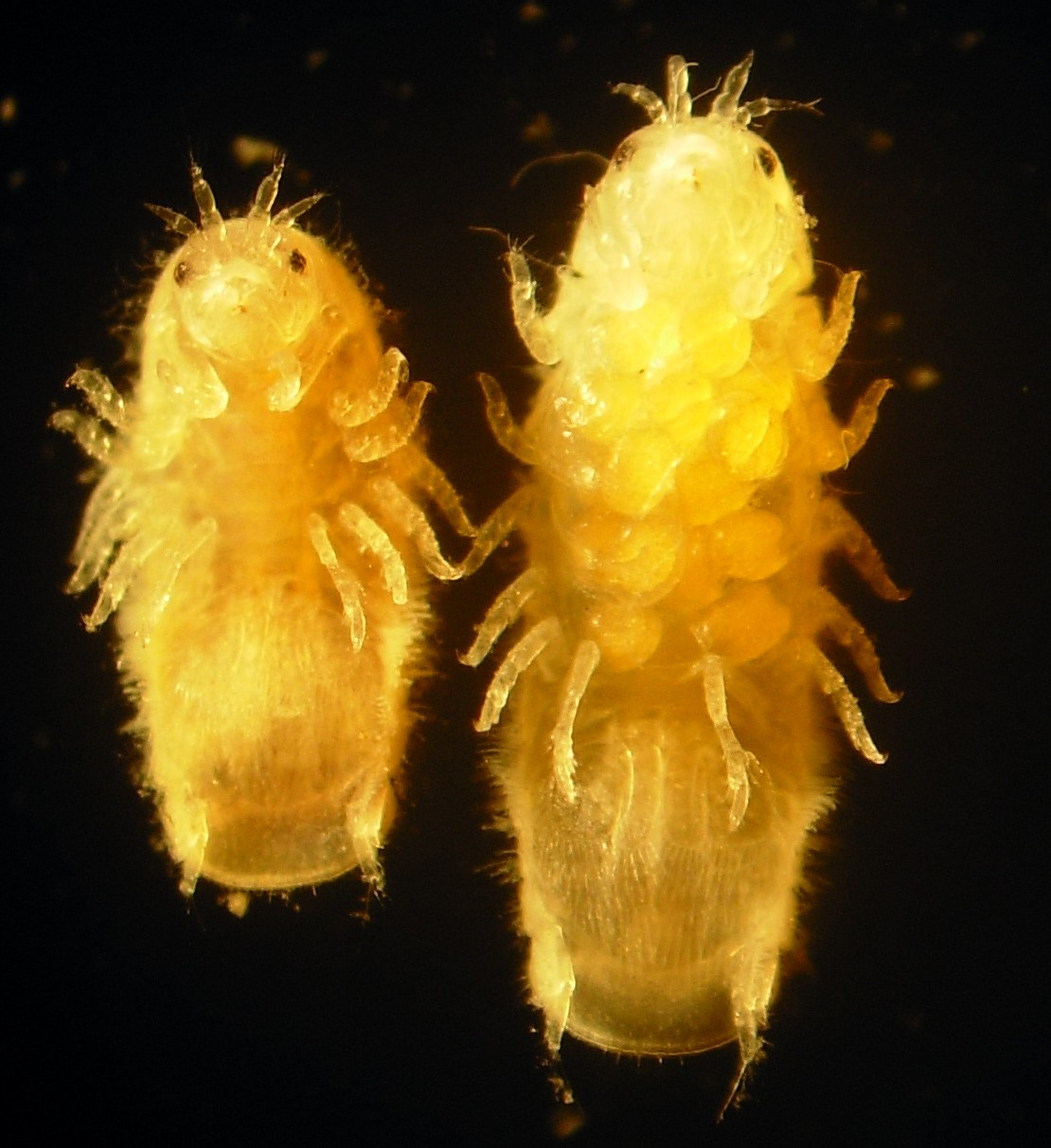
Limnoria quadripunctata, mâle (à gauche) et femelle ovigère (à droite). Vue ventrale.
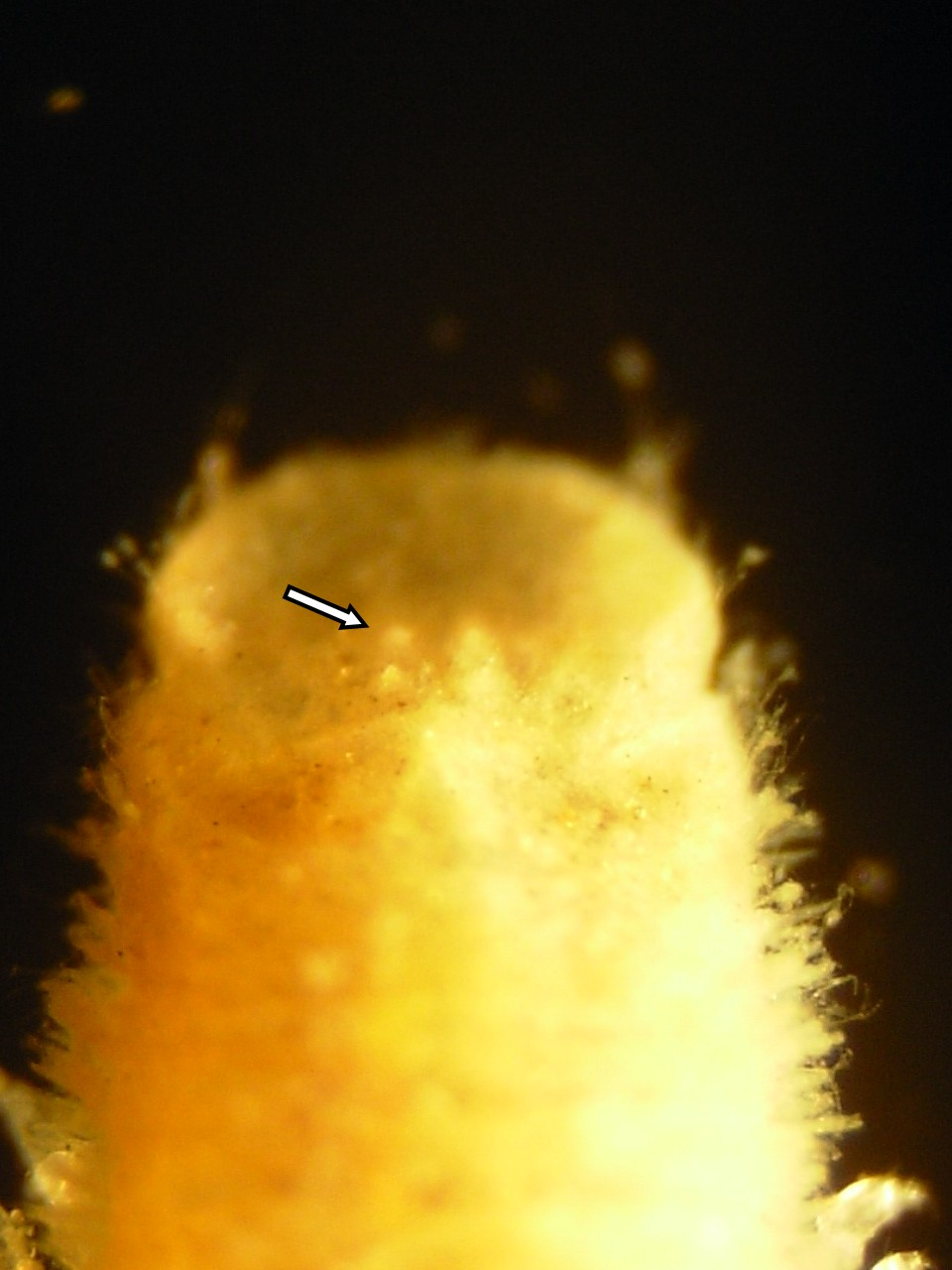
Limnoria quadripunctata, mâle. Vue dorsale de la partie postérieure du corps, faisant apparaître la pilosité et les quatre tubercules du pléotelson (flèche).
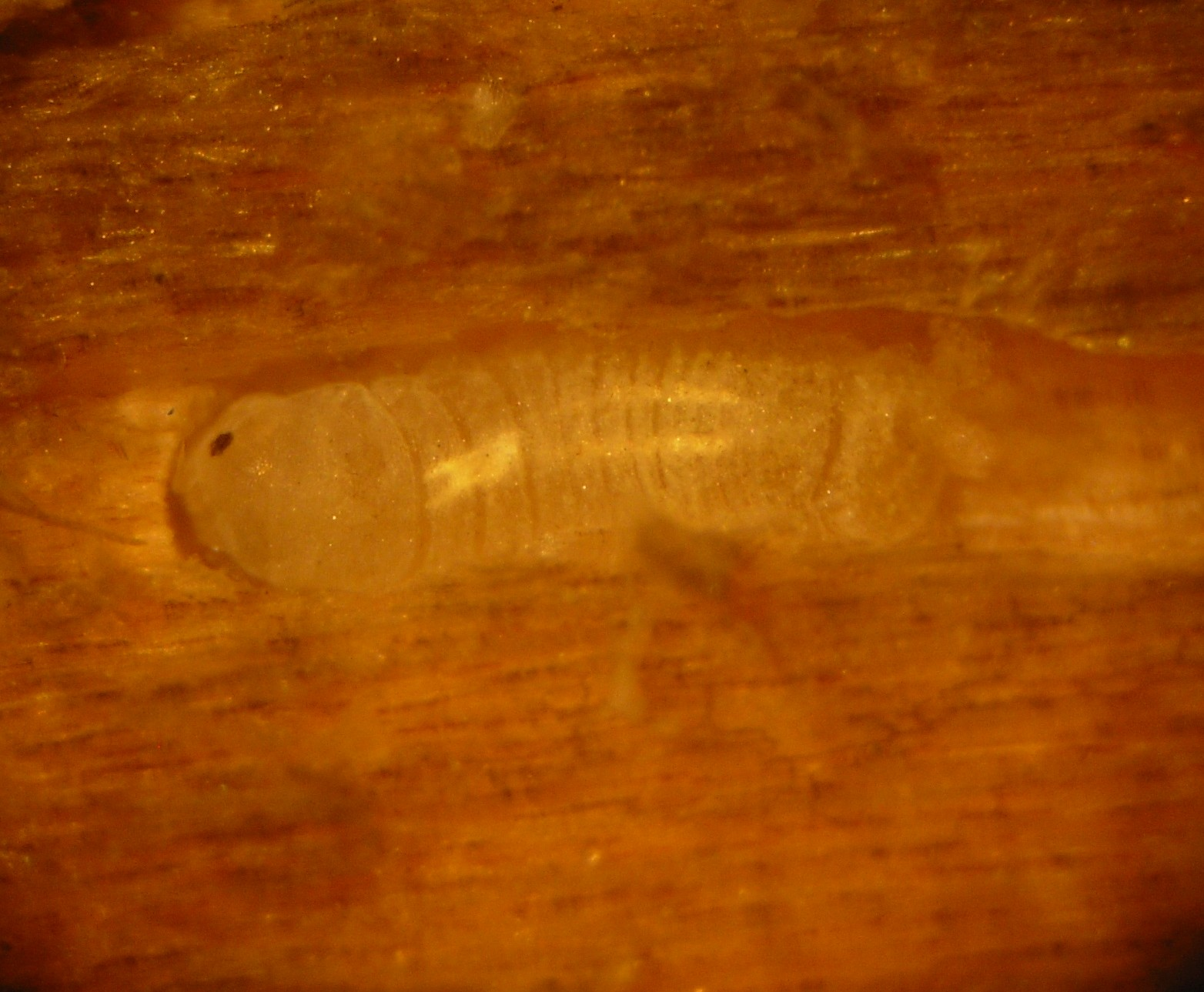
Limnoria quadripunctata femelle grignotant le bois dans sa galerie, ouverte.
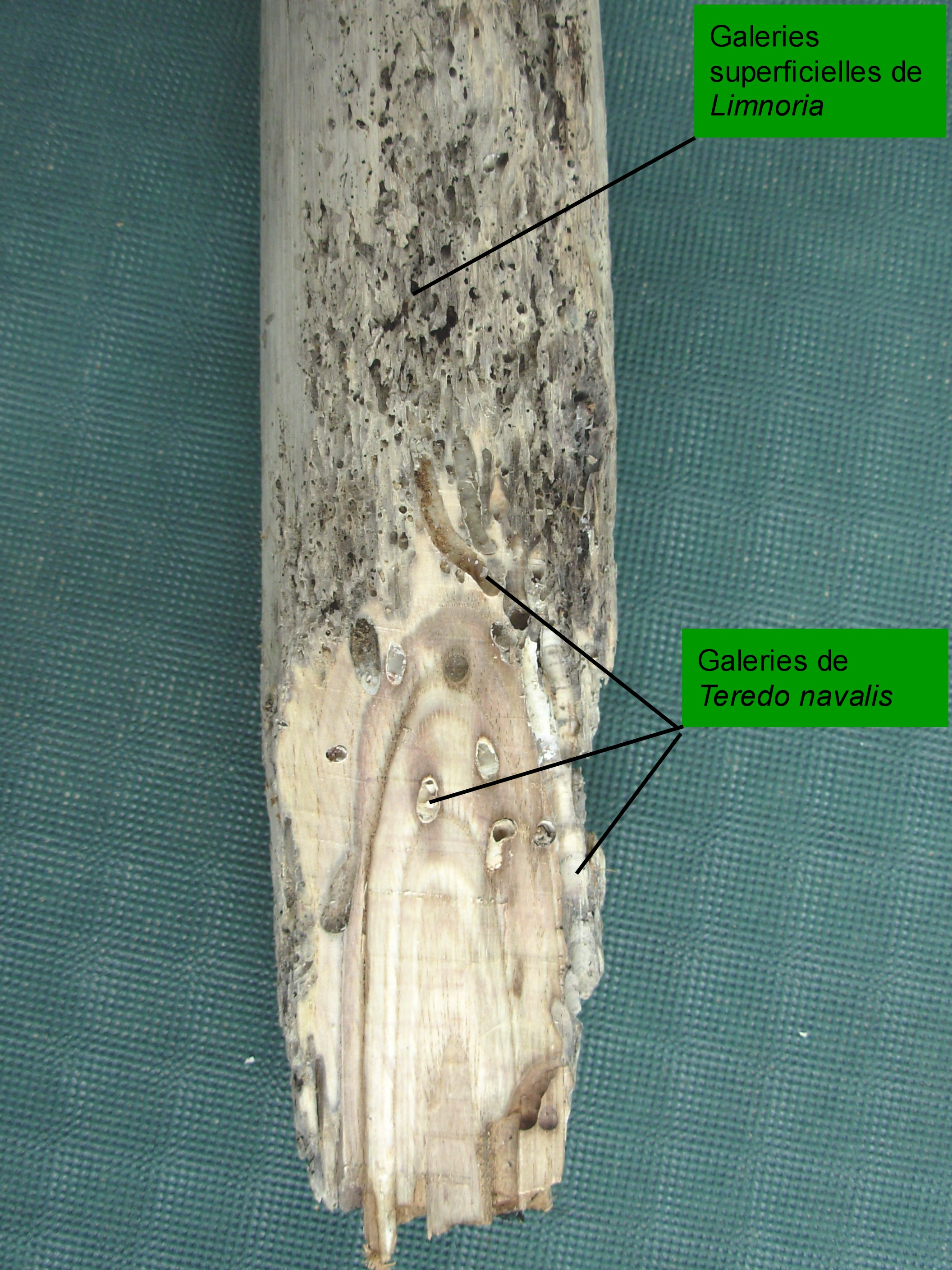
Perche de châtaignier attaquée par Limnoria quadripunctata , en surface, et  Teredo navalis plus profondément. L'action conjuguée des deux espèces, à la base de la perche, a facilité sa rupture
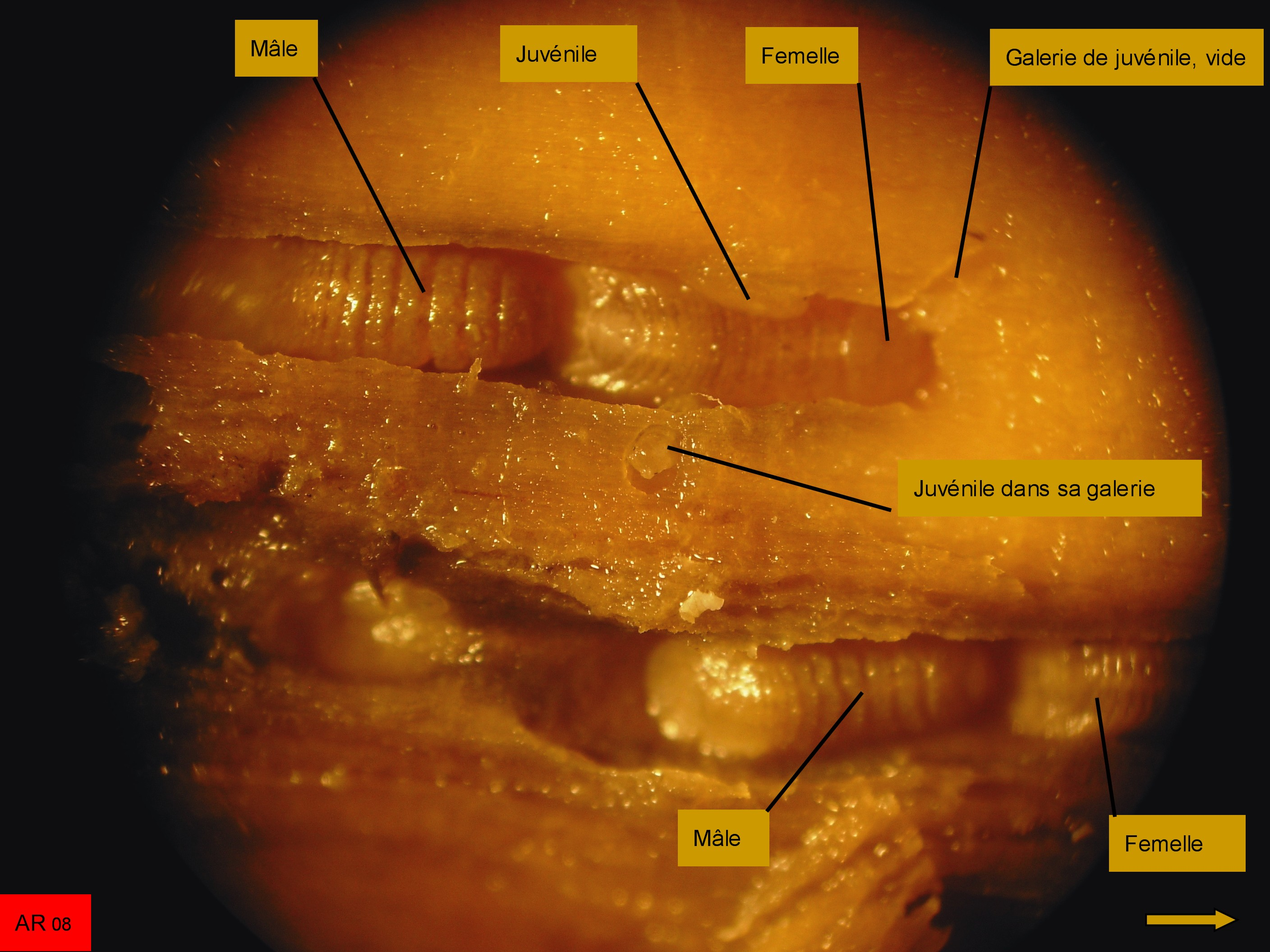
Galeries de Limnoria quadripunctata. La galerie du haut héberge une famille avec femelle, mâle et juvéniles. Ces derniers forent des galeries à partir de celle de leurs géniteurs. La flèche pointe vers l'avant des galeries.
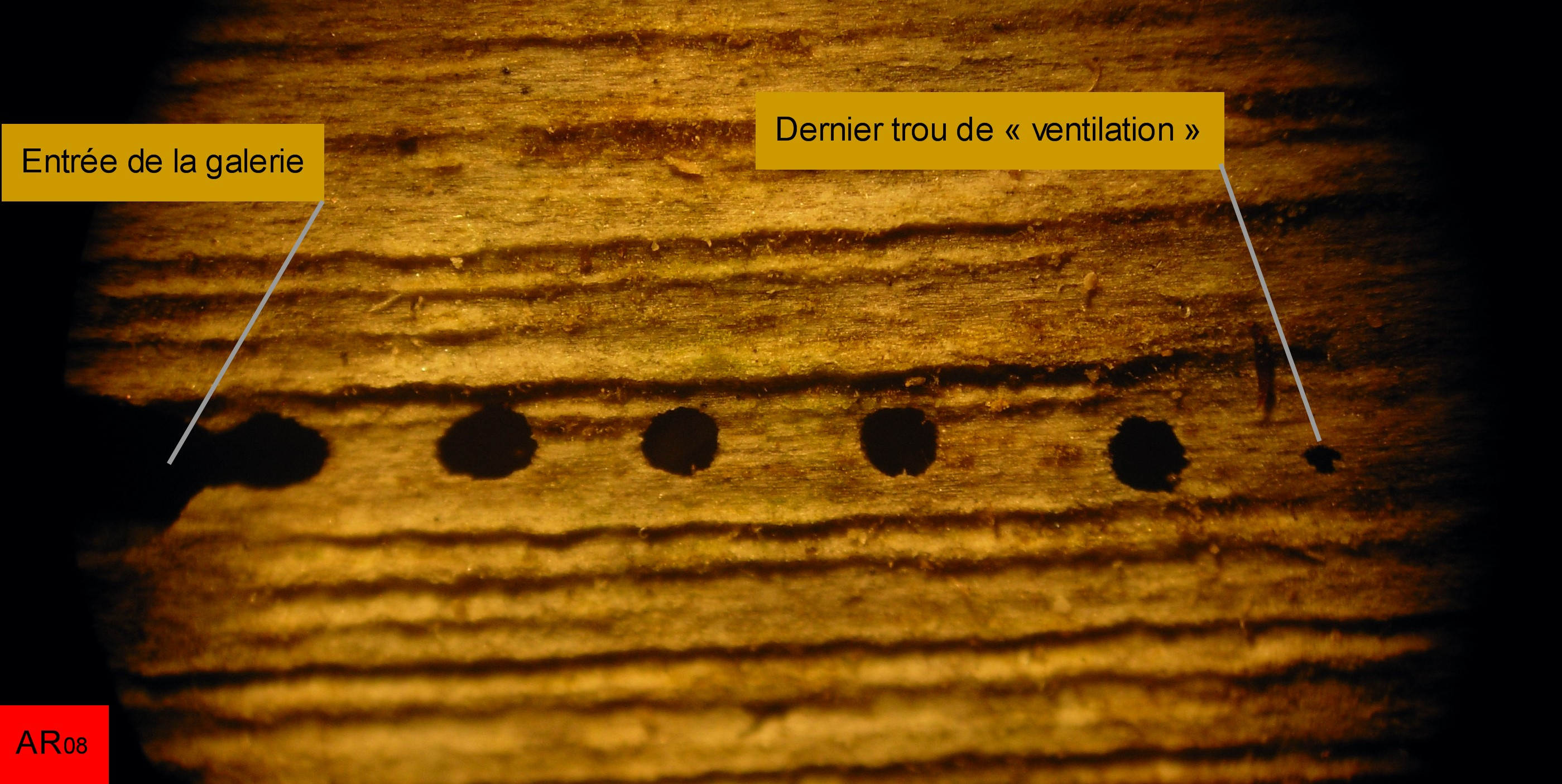
Alignement des orifices de "ventilation" sur une galerie de Limnoria quadripunctata

## Liste des espèces
- Limnoria agrostisa Cookson, 1991
- Limnoria algarum Menzies, 1957
- Limnoria andamanensis Rao et Ganapati, 1969
- Limnoria antarctica Pfeffer, 1887
- Limnoria bacescui (Ortiz et Lalana, 1988)
- Limnoria bituberculata Pillai, 1957
- Limnoria bombayensis Pillai, 1961
- Limnoria borealis Kussakin, 1963
- Limnoria carinata Menzies et Becker, 1957
- Limnoria chilensis Menzies, 1962
- Limnoria clarkae (Kensley et Schotte, 1987)
- Limnoria convexa Cookson, 1991
- Limnoria cristata Cookson et Cragg, 1991
- Limnoria echidna Cookson, 1991
- Limnoria emarginata Kussakin et Malyutina, 1989
- Limnoria foveolata Menzies, 1957
- Limnoria gibbera Cookson, 1991
- Limnoria glaucinosa Cookson, 1991
- Limnoria hicksi Schotte, 1989
- Limnoria indica Becker et Kampf, 1958
- Limnoria insulae Menzies, 1957
- Limnoria japonica Richardson, 1909
- Limnoria kautensis Cookson et Cragg, 1988
- Limnoria lignorum (Rathke, 1799)
- Limnoria loricata Cookson, 1991
- Limnoria magadanensis Jesakova, 1961
- Limnoria multipunctata Menzies, 1957
- Limnoria nonsegnis Menzies, 1957
- Limnoria orbellum Cookson, 1991
- Limnoria pfefferi Stebbing, 1904
- Limnoria platycauda Menzies, 1957
- Limnoria poorei Cookson, 1991
- Limnoria quadripunctata Holthuis, 1949
- Limnoria raruslima Cookson, 1991
- Limnoria reniculus Schotte, 1989
- Limnoria rugosissima Menzies, 1957
- Limnoria saseboensis Menzies, 1957
- Limnoria segnis Chilton, 1883
- Limnoria segnoides Menzies, 1957
- Limnoria septima Barnard, 1936
- Limnoria sexcarinata Kuhne, 1975
- Limnoria simulata Menzies, 1957
- Limnoria stephenseni Menzies, 1957
- Limnoria sublittorale Menzies, 1957
- Limnoria torquisa Cookson, 1991
- Limnoria tripunctata Menzies, 1951
- Limnoria tuberculata Sowinsky, 1884
- Limnoria uncapedis Cookson, 1991
- Limnoria unicornis Menzies, 1957
- Limnoria zinovae (Kussakin, 1963)